# ズー・アル＝カアダ
ズー・アル＝カアダ（アラビア語: ذُو ٱلْقَعْدَة 、英語: Ḏū al-Qa ʿdah、IPA: [ðu‿l.qaʕ.dah]、ズー・アル＝カーダとも）とは、ヒジュラ暦の第11月。シャウワール月の次でズー・アル＝ヒッジャの前。略称Zkh。
聖なる月（sacred months）に該当し、「安住の月」を意味する。戦いが禁止される4つの聖なる月の1つであり、「停戦の支配者」と呼ばれる。オスマン帝国においてはオスマン語での名前がズィールカデ（Zi'l-ka'dé）であり、略語はZaであった。 現代トルコ語では、 ズィルカデ（Zilkade）という。

## 音訳について
13世紀のシリアの法学者ナワウィーよると、この月の最も正しい音訳はDhu'l Qa'dahで、伝統的に最も広く普及しているという一方で、少数の言語学者たちがDhu'l-Qi'dahという音訳をしていることにも触れている。現代ではDhu'l Qi'dahと呼ばれることが最も多いが、これは言語学的にも歴史学的にも最も強い立場とは言えないという。

## 期間
ヒジュラ暦は太陰暦であり、月は新月の直後の三日月が観測されたときに始まる。ヒジュラ暦での1年は太陽年より11〜12日短いため、ズー・アル＝カアダは季節を超えて移動することになる。サウジアラビアのウムアルクラ（Umm al-Qura）暦に基づくズー・アル＝カアダの推定開始日と終了日は次のとおりである。 
| ヒジュラ暦 | 初日（西暦）   | 最終日（西暦） |
| ---------- | -------------- | -------------- |
| 1439年     | 2018年7月14日  | 2018年8月11日  |
| 1440年     | 0 2019年7月4日 | 0 2019年8月1日 |
| 1441年     | 2020年6月22日  | 2020年7月21日  |
| 1442年     | 2021年6月11日  | 2021年7月10日  |
| 1443年     | 2022年5月31日  | 2022年6月29日  |
| 1444年     | 2023年5月21日  | 2023年6月18日  |

## イスラーム世界の出来事
- ヒジュラ暦5年ズー・アル＝カアダ - ハンダクの戦い
- ヒジュラ暦6年ズー・アル＝カアダ - 木の誓約（Pledge of the Tree）
- ヒジュラ暦7年ズー・アル＝カアダ1日 - フダイビーヤの停戦、それに伴う史上初めてのウムラ、ムハンマドのメッカへの帰還
- ヒジュラ暦8年ズー・アル＝カアダ8日、メッカ巡礼がムスリムに義務付けられる。

## 記念日
- ズー・アル＝カアダ1日、ファーティマ・ビント・ムーサーの生誕日
- ズー・アル＝カアダ11日 - アリー・リダーの生誕日
- ズー・アル＝カアダ23日 - アリー・リダーの殉教日
- ズー・アル＝カアダ25日 - アラビア語: يوم دحو الارض 、カアバの下に土が敷かれた日、そしてアブラハム（Ibrahim）とイエスの誕生日
- ズー・アル＝カアダ29日 - ムハンマド・タキーの殉教日